# Roderick Oliver Redman
Pour les articles homonymes, voir Redman (homonymie).
Roderick Oliver Redman (17 juillet 1905–6 mars 1975) est professeur d'astronomie à l'Université de Cambridge ,.

## Éducation
Redman est né à Rodborough près de Stroud, Gloucestershire et fait ses études à la Marling School et au St John's College de Cambridge.

## Carrière
Il est directeur des observatoires de l'université de Cambridge de 1947 à 1972. Il commence sa carrière à l'Observatoire fédéral d'astrophysique (DAO) à Victoria, en Colombie-Britannique, de 1928 à 1931. Il part à l'université de Cambridge, au Royaume-Uni et est directeur adjoint à l'Observatoire de physique solaire de 1931 à 1937. Il est ensuite assistant en chef à l'observatoire Radcliffe de l'université d'Oxford à l'extérieur de Pretoria, en Afrique du Sud, de 1939 à 1947. Il obtient son doctorat sous la direction d'Arthur Eddington en 1931 ,. En 1946, il est élu Fellow de la Royal Society.
De 1947 à 1972, il est directeur des observatoires combinés. Il est président de la Royal Astronomical Society de 1959 à 1961.
L'astéroïde de la ceinture principale intérieure (7886) Redman, découvert par l'astronome canadien David D. Balam en 1993, est nommé en sa mémoire, conjointement avec l'astronome Russell Ormond Redman.